# Túrterebesi Bubo tanösvény

## Túrterebes

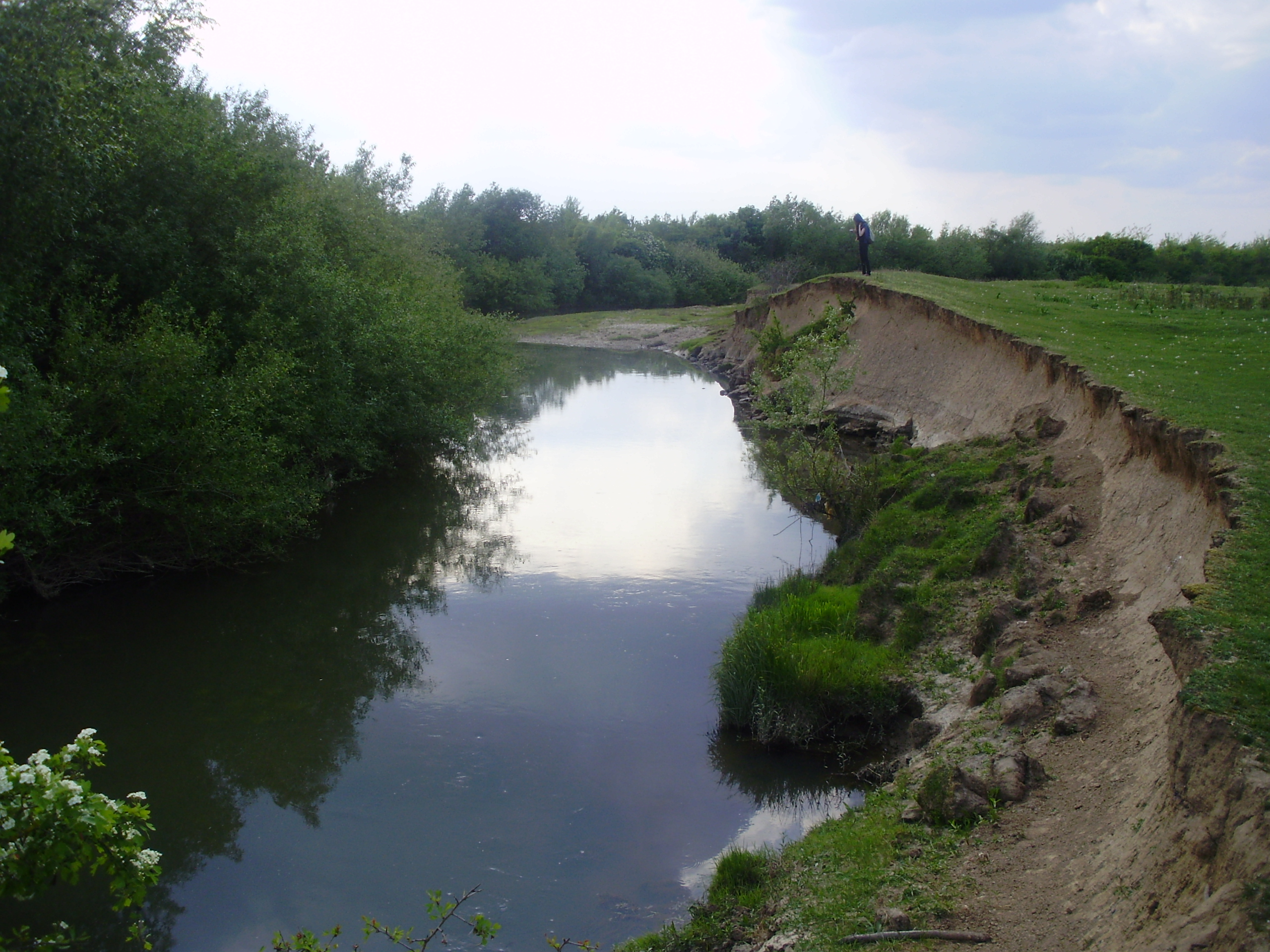
Túrterebes, Bubo tanösvény

Túrterebes Romániában, Szatmár megyében Szatmárnémetitől 25 km- re északkeletre, a Túr folyó bal partján fekszik, természetföldrajzilag a Szatmári-síkság és az Avas-hegység találkozási övezetében található.

## A Bubo tanösvény
A Szamos és Túr folyók menti természeti értékeket bemutató, 15 km hosszú tanösvény a Látogatóháztól indul, és kerékpárral (a helyszínen is kölcsönözhető) vagy gyalogosan járható be. Természetvédelmi szempontból kiemelt jelentőségű tájon halad, ahol 3 különböző védelmi kategóriába tartozó terület található:
- a Túr Menti Természetvédelmi Terület (6212 ha) síkvidéki és ártéri erdőket, nedves kaszálóréteket, vizes élőhelyeket mutat be,
- a Túr Folyó Különleges Természetmegőrzési Terület (20 521 ha) célja a védett fajok és élőhely-típusok megőrzése, a biológiai sokféleség megóvása,
- a Túr Alsó Ártere Különleges Madárvédelmi Terület (20241 ha) az őshonos madárfajok védelmét szolgálja.

A tanösvény öt pihenőhelyén színes információs táblák tájékoztatják a látogatókat.

## A Látogatóház
A tanösvény bemutatására épült Információs központ és Látogatóház játékoknak, foglalkozásoknak és előadásoknak biztosít helyszínt. A 2013-ban átadott rönkházban kiállítótermek, modellek és négy előadóterem található. Az udvaron többek között darázs-garázs szolgálja a szemléletformálást.

## A Bubo tanösvény állatvilága

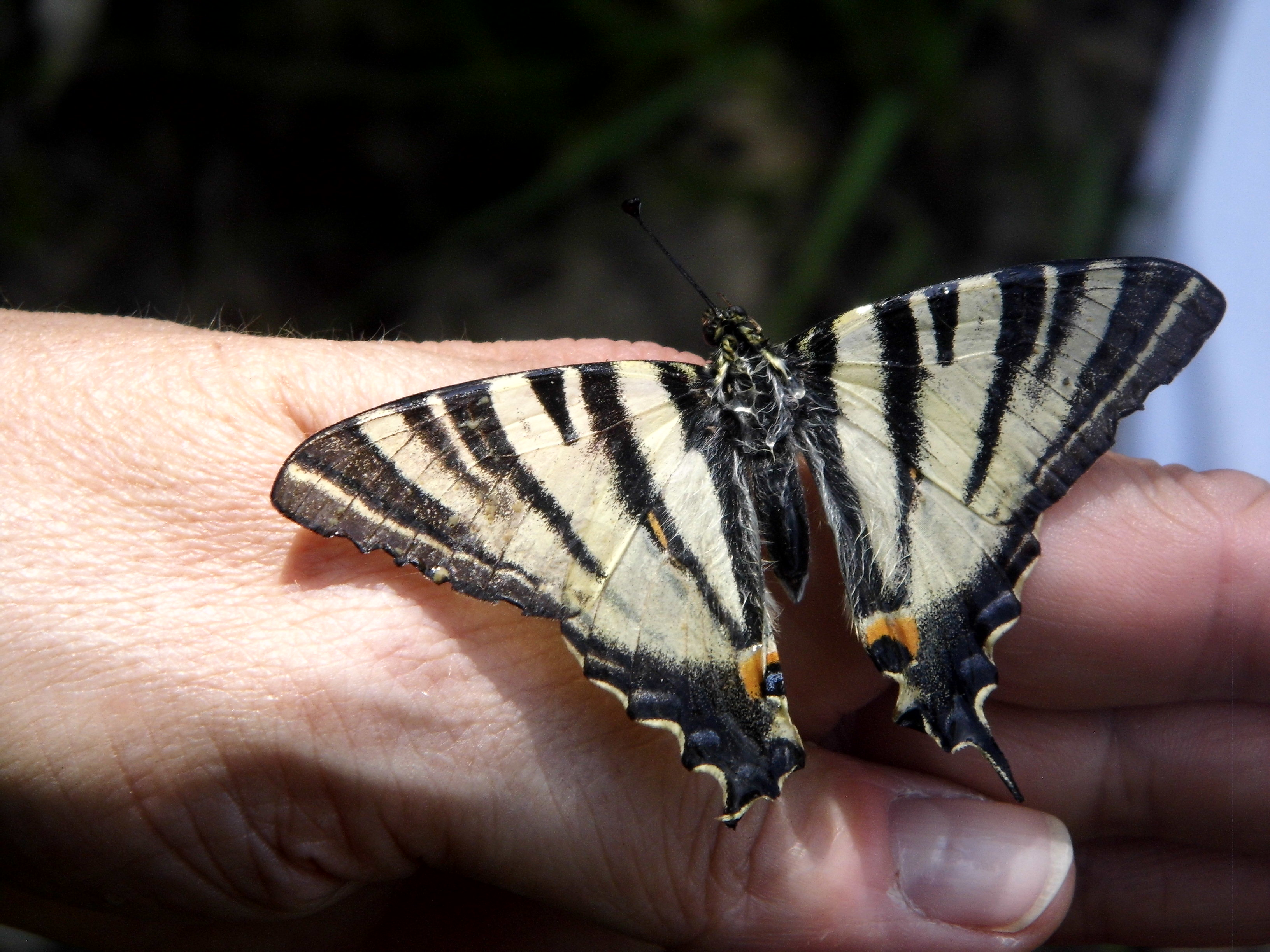
Túrterebes, Bubo tanösvény

A táj szerkezetét a Túr folyó alakította, vízjárása ma is meghatározza a különböző élőlények előfordulását. A folyó természetközeli állapota biztosítja, hogy változatos igényű élőlények találnak itt számukra megfelelő élőhelyet.
A kanyargós vízfolyás változó sebessége és mélysége, a különböző aljzatú szakaszok eltérő életterek sokaságát hozza létre. Emiatt egyedülállóan gazdag a halállomány, mely olyan ritkaságokat rejt, mint pl. a Romániában csak itt előforduló leánykoncér. A csík- és küllőfajok mellett a Túr vizében él magyar bucó és nyúldomolykó is. Az alámosott partok, vízbe nyúló gyökerek a folyami rák kedvelt búvóhelyei. A homokos aljzatú részeken az Európa-szerte fokozottan védett tompa folyamkagyló népes telepei élnek.
A holtágak, tocsogók számos kétéltű- és hüllőfaj, illetve az őket fogyasztó madarak szempontjából fontos élőhelyek. A gémek, gólyák, cankók bő táplálékra lelnek tavasszal a területen.
A folyópartot bokros-fás növényzet kíséri, amiben énekesmadarak találnak fészkelőhelyre. Néha törpegémmel, vagy a függőcinege művészien fonott fészkével is találkozhatunk. Az Európa több országából kipusztult vidra jelentős állománnyal képviselteti magát a területen. A tavi denevér a víz fölött repülve szerzi meg szúnyogokból, kérészekből álló táplálékát.

## A Bubo tanösvény növényvilága

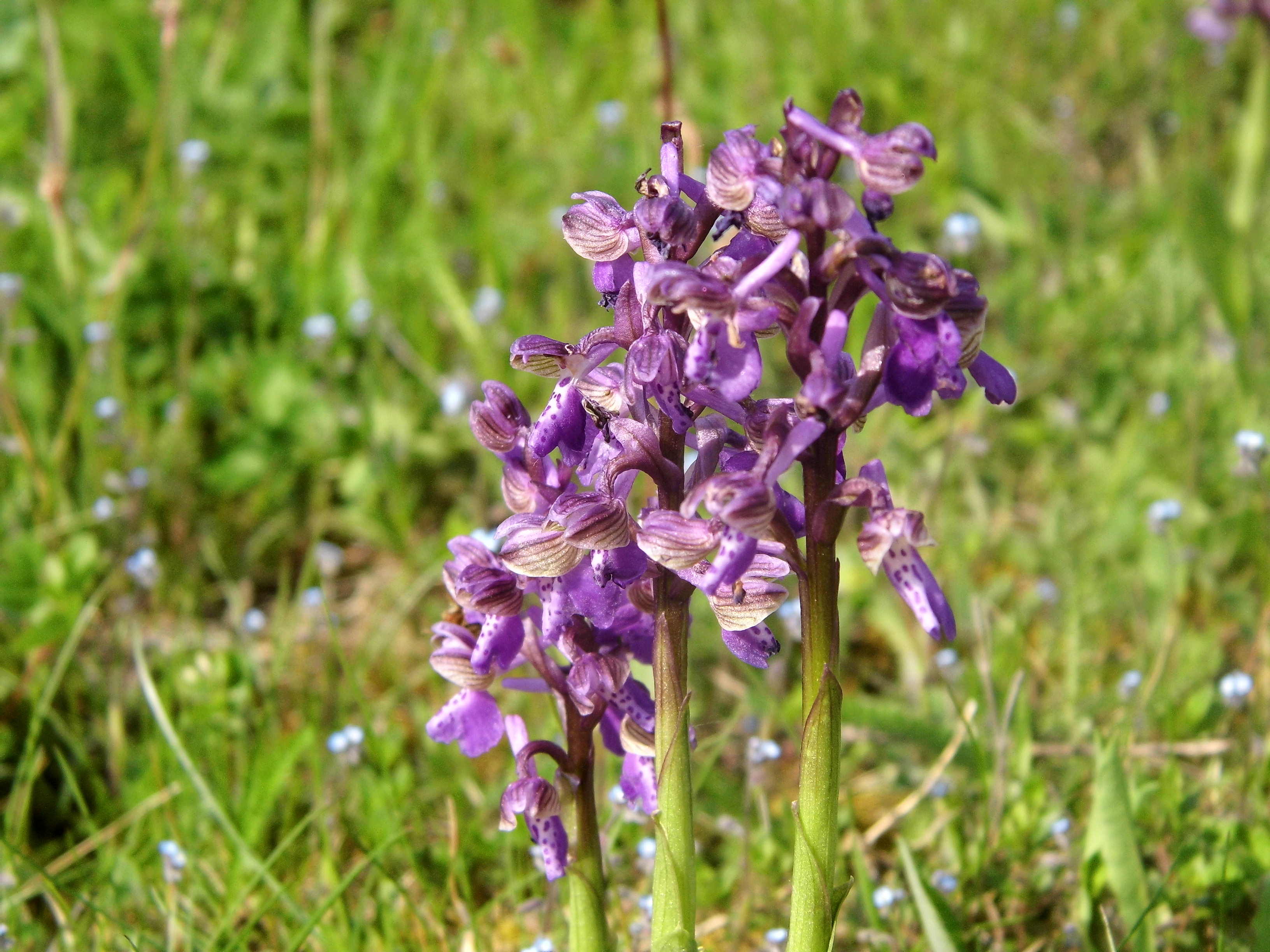
Túrterebes, Bubo tanösvény

A túrterebesi tanösvény magas természeti értékét a Túr folyó mentén megtalálható ártéri ligeterdők, mocsarak, láprétek, gyepek és tocsogók változatos növényvilágának is köszönheti.
Az ártéri füzesek fáin liánnövényekkel is találkozhatunk. A magasabb fekvésű helyeken a tölgy-kőris-ligeterdők a meghatározóak. A kora tavaszi időszakban rengeteg színes vadvirágban gyönyörködhetünk (salátaboglárka, hóvirág, odvas keltike, ligeti és berki szellőrózsa, tavaszi tőzike).
A nád és gyékény szegélyezte vízfelületek, a kiterjedt hínármezők sok védett növényfaj menedékei. A mélyebb vizű holtágakban a vízitök a legelterjedtebb, míg a sekélyebb vizekben a sulyom, a rucaöröm, a békatutaj, a kolokán és a rovarfogó közönséges rence alkotja a hínártársulást. E fajokon kívül a sásokat, a mocsári nőszirmot és a békaliliomot is fontos megemlíteni.
A gyepterületeket a rajtuk legelésző haszonállatok tartják fenn, nélkülük a gyepek rövid idő alatt beerdősülnének. A tarka virágok között számos gyógynövényt is fellelhető (cickafark, orbáncfű stb.).

Színes mozaikot jelentenek a területen a fasorok, bokorsávok: ezektől függ a rovarokkal táplálkozó cickányok, sünök és denevérek jelenléte, de az őrgébicsek számára is nélkülözhetetlenek. Szerepük, hogy zöld folyosót alkotva lehetővé tegyék a legkülönbözőbb állatok vándorlását.

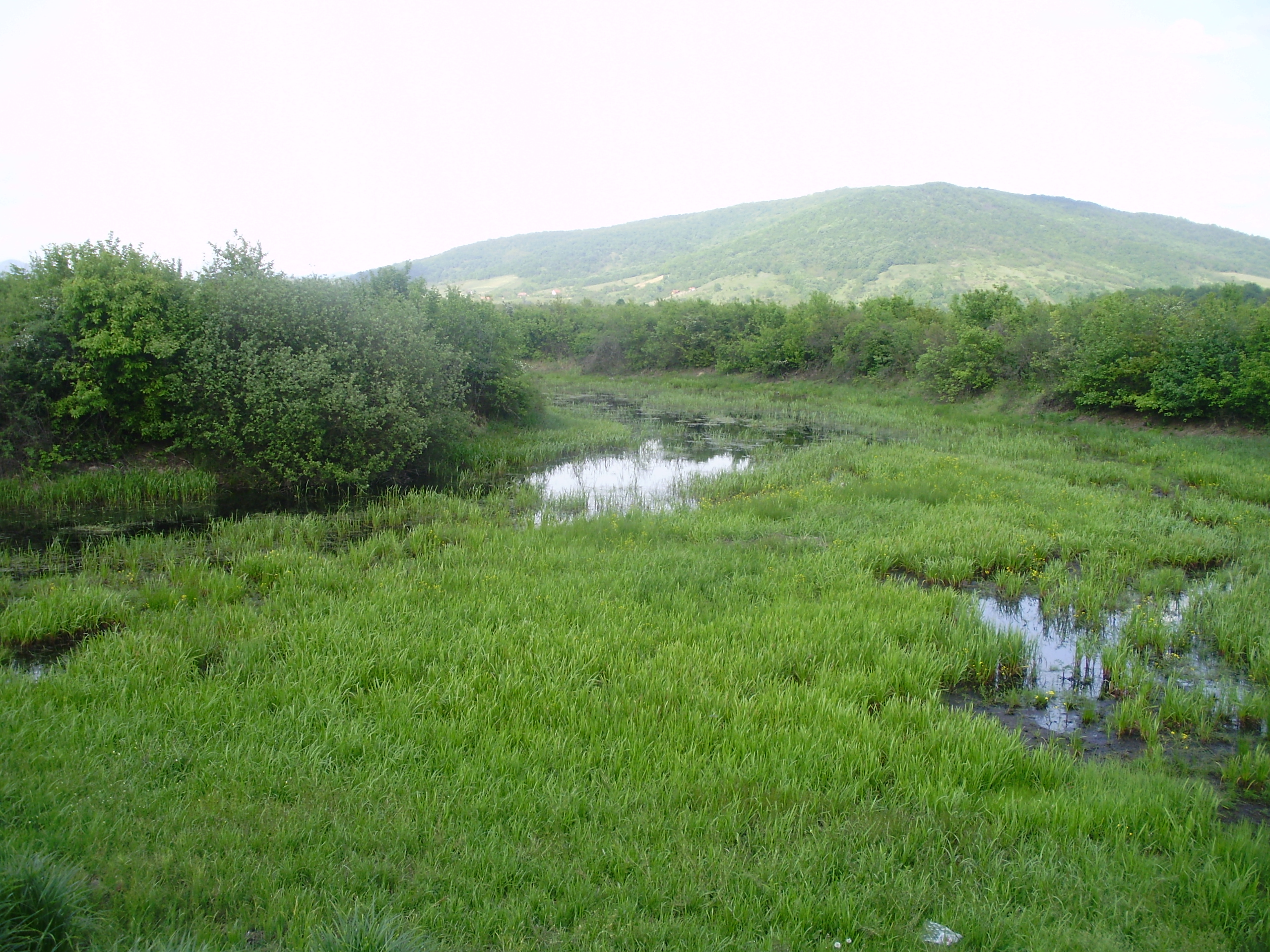
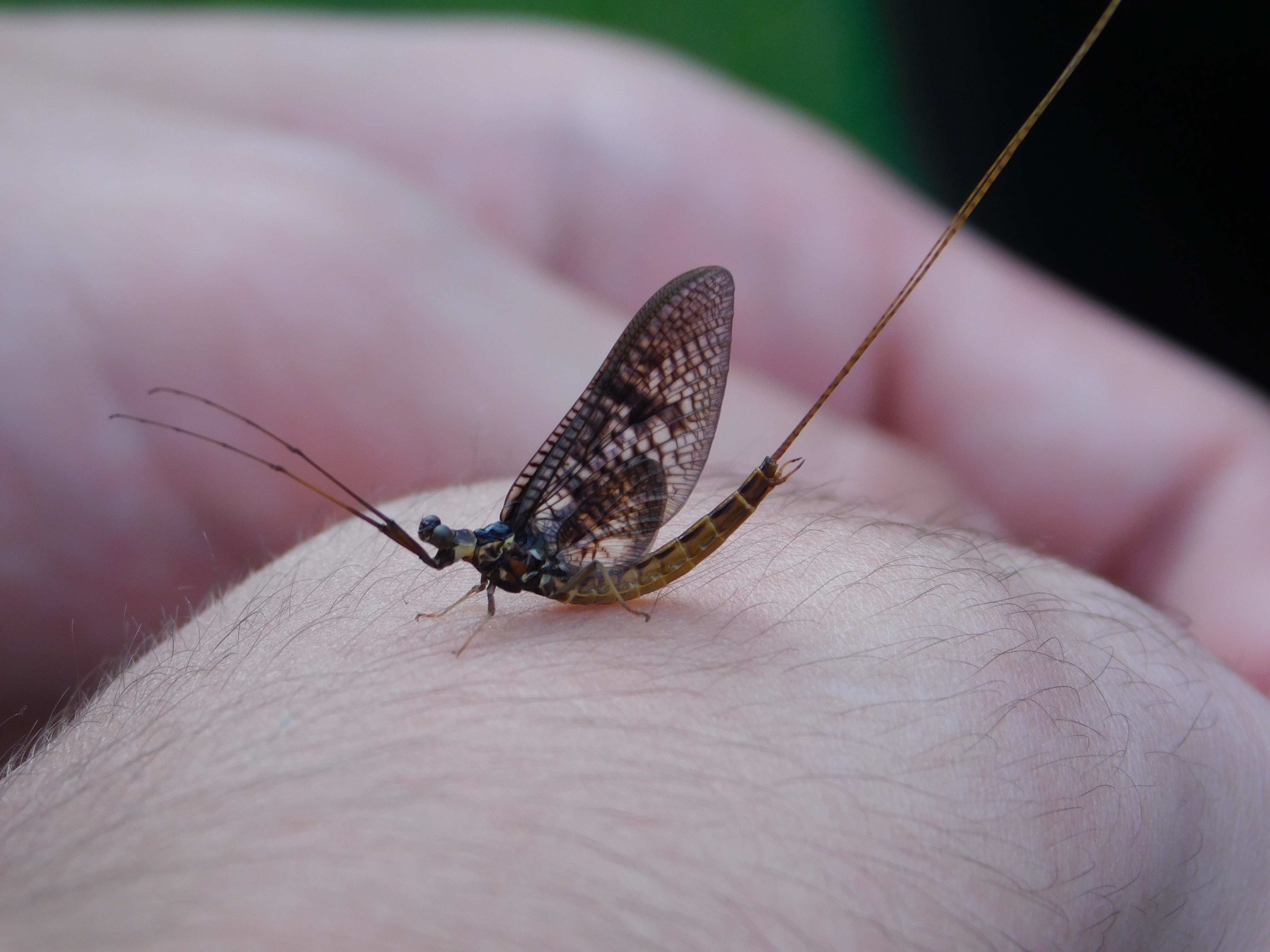
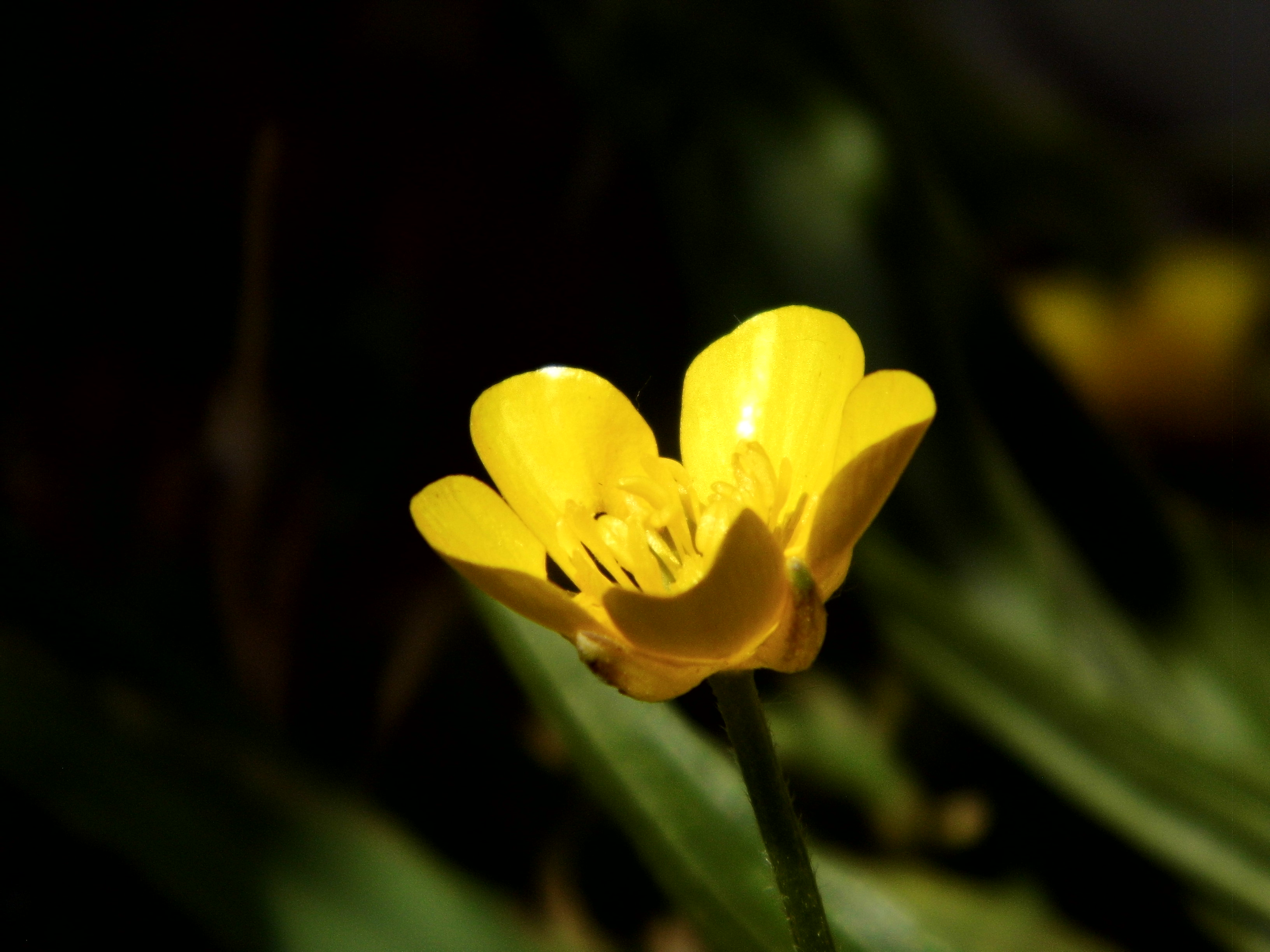
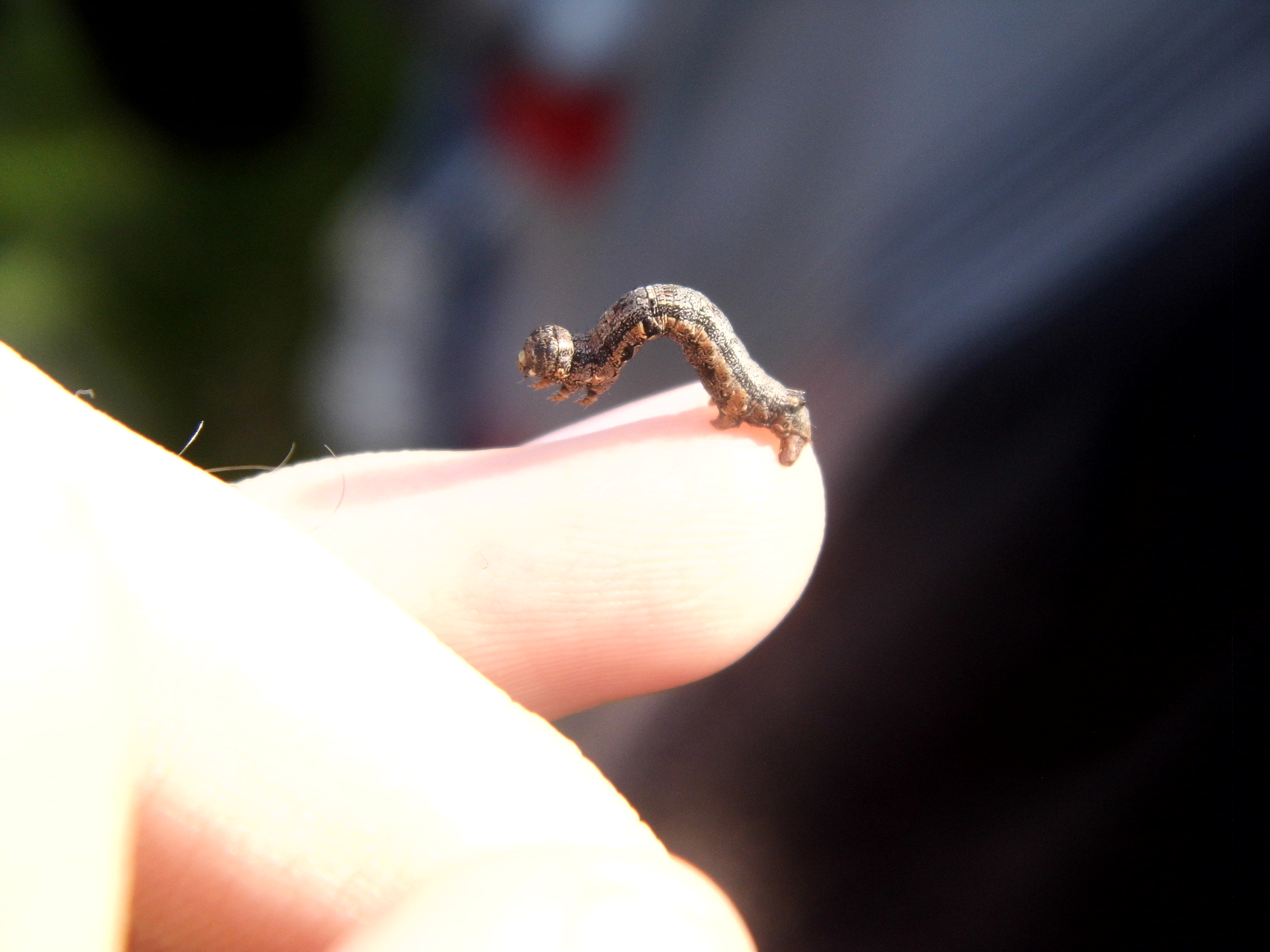